# Lluís Duran i Barrionuevo
Lluís Duran i Barrionuevo (Barcelona, 31 de març de 1922 - Sabadell, 1 de març de 2014) fou un metge radiòleg.
El 1946 es va establir a Sabadell i, després d'una visita a l'institut Karolinskya de Suècia, fou un dels pioners de la radiologia a Catalunya. El 1948 va cofundar, juntament amb el doctor Jaume Llordés i Brutau, el Centre de Radiologia Diagnòstica Dr. Duran i Dr. Llordés, conegut actualment com a Centre de Radiologia Diagnòstica Dr. Duran S.L. Formà part del Patronat del Museu de la Medicina de Catalunya i el 2000 va rebre la Creu de Sant Jordi.